# إيرني غراهام
إيرني غراهام (بالإنجليزية: Ernie Graham)‏ هو عازف قيثارة ومغني بريطاني، ولد في 14 يونيو 1946 في بلفاست في المملكة المتحدة، وتوفي في 27 أبريل 2001.

## وصلات خارجية
- إيرني غراهام على موقع ميوزك برينز (الإنجليزية)
- إيرني غراهام على موقع أول ميوزيك (الإنجليزية)
- إيرني غراهام على موقع ديسكوغز (الإنجليزية)